# Sultanato di Demak
Il sultanato di Demak fu uno stato giavanese islamico fondato sulle coste settentrionali di Giava in Indonesia, sul sito dell'odierna città di Demak. Fondato come porto vassallo del regno di Majapahit, forse fondato nell'ultimo quarto del XV secolo, fu influenzato dall'Islam tramite commercianti musulmani dalla Cina, dal Gujarat, dall'Arabia e anche dai regni islamici della regione, come Samudra Pasai e Champa. Questo fu il primo stato islamico a Java, e un tempo dominava la maggior parte della costa settentrionale di Giava e il Sumatra meridionale.
Sebbene durò poco, il sultanato giocò un ruolo importante nello stabilimento dell'Islam in Indonesia, soprattutto su Giava e sulle aree vicine.

## Storia

### Origini
Le origini di Demak sono incerte, sebbene sia stata apparentemente fondata nell'ultimo quarto del XV secolo da un musulmano, noto come Raden Patah (dal nome arabo: "Fatah", detto anche "Pate Rodin" in documenti portoghesi, o "Jin Bun" nei registri cinesi). Ci sono prove che avesse antenati cinesi, e si chiamava forse Cek Ko-po.
Il figlio di Raden Patah, o forse suo fratello, guidò il breve sovrarregno di Demak in Java. Era conosciuto come Trenggana, e in seguito le tradizioni giavanesi dicono che si è dato il titolo di sultano. Sembra che Trenggana avesse regnato due volte (1505-1518 circa e 1521-1546 circa) in mezzo ai quali suo cognato, Yunus di Jepara, occupò il trono.
Prima dell'emergenza di Demak, la costa settentrionale di Giava era sede di molte comunità musulmane, sia mercanti stranieri che giavanesi. Il processo di islamizzazione prese il suo slancio dal declino dell'autorità di Majapahit. Dopo la caduta del capitale di Majapahit per mano dell'usurpatore di Kediri, Raden Patah dichiarò l'indipendenza di Demak dalla sovranità di Majapahit, e così fecero quasi tutti i porti del nord di Giava.

### Sovrani di Demak

#### Raden Patah
La fondazione di Demak è tradizionalmente attribuita a Raden Patah (1475-1518 circa), un nobile giavanese imparentato con la regalità di Majapahit. Almeno un racconto affermava che era figlio di Kertabhumi, che regnò come re Brawijaya V di Majapahit (1468-1478). Demak riuscì a consolidare il suo potere sconfiggendo Daha nel 1527 in quanto meglio accettato come legittimo successore di Majapahit. La ragione di questa accettazione è dovuta al fatto che Raden Patah era un discendente diretto di Kertabhumi, che sopravvisse all'invasione Girindrawardana di Trowulan nel 1478.
Una cronaca cinese in un tempio a Semarang afferma che Raden Patah fondò la città di Demak in un'area paludosa a nord di Semarang stessa. Dopo il crollo di Majapahit, le sue varie dipendenze e vassalli si liberarono, comprese le città portuali del nord della Giava come la stessa Demak.
Il nuovo stato traeva il suo reddito dal commercio, in quanto importava spezie ed esportava riso a Malacca e alle isole Molucche. Grazie a queste rotte commerciali, il sultanato riuscì a imporre la sua egemonia su altri porti commerciali di Giava sulla costa settentrionale di Giava come Semarang, Jepara, Tuban e Gresik.
La supremazia di Raden Patah è stata illustrata da Tome Pires:
Oltre alle città-stato giavanesi, Raden Patah conquistò anche la signoria dei porti di Jambi e Palembang, nella parte orientale di Sumatra, che produceva merci come lignalo e oro. Poiché la maggior parte del suo potere era basato sul commercio e sul controllo delle città costiere, il sultanato di Demak può essere considerato una talassocrazia.

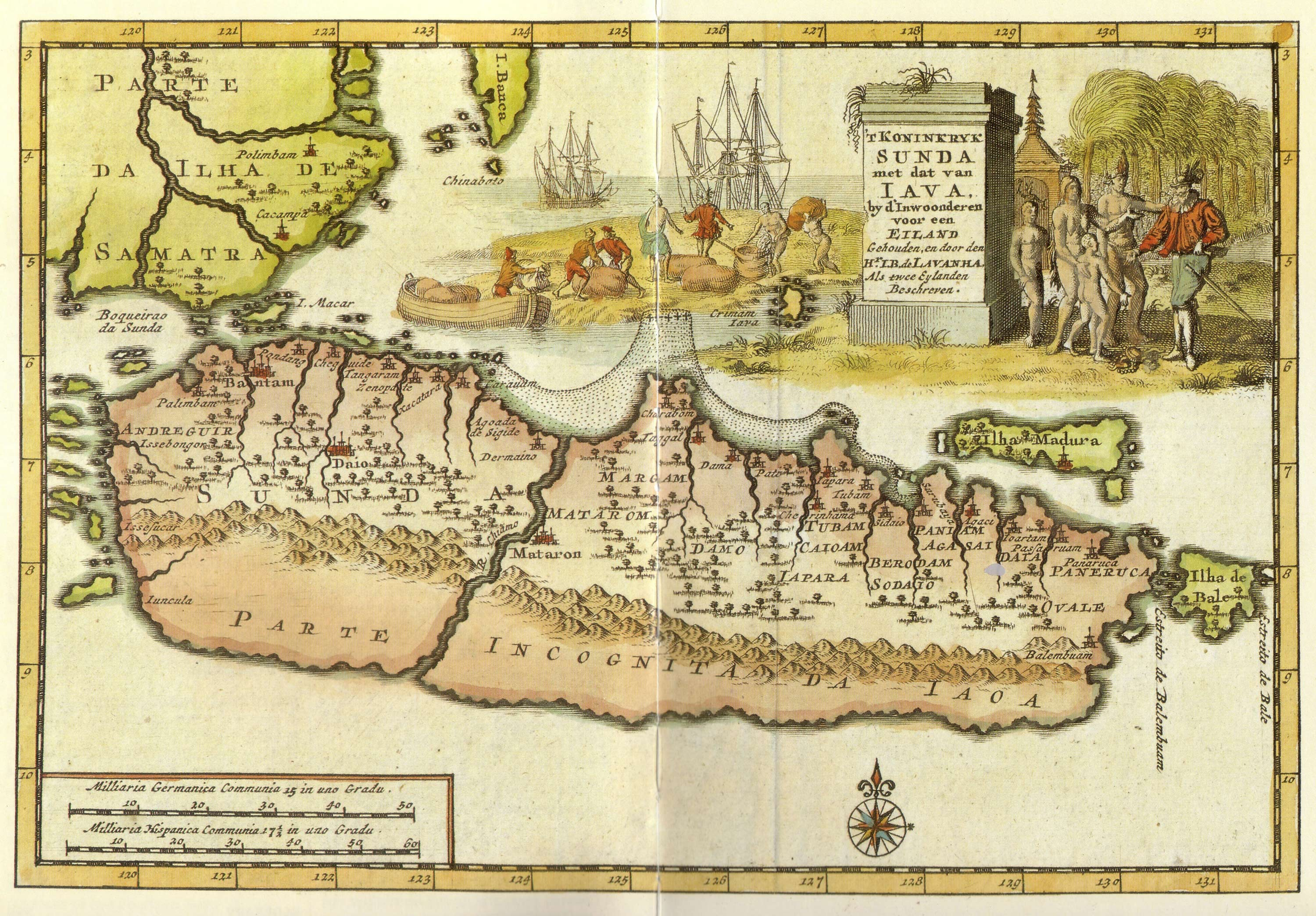
Mappa di Giava nei primi anni del XVIII secolo. Si noti come solo i maggiori porti commerciali sulla costa del nord erano noti agli europei.
Da sinistra a destra: Bantam (Banten), Xacatara (Jayakarta), Cherebum (Cirebon), Taggal (Tegal), Damo (Demak), Iapara (Jepara), Tubam (Tuban), Sodaio (Sedayu, ora vicino a Gresik), e Surubaya (Surabaya)

#### Pati Unus
A Raden Patah seguì il fratello adottivo Pati Unus, o Adipati Yunus (regnante tra il 1518 e il 1521), re di Jepara. Jepara era uno stato vassallo a nord di Demak, e il suo sovrano Pati Unus in persona è noto per aver tentato per ben due volte (nel 1511 e il 1521) di strappare il porto di Malacca dal controllo dei portoghesi.
Nel Suma Oriental, Tomé Pires lo riferisce come "Pate Onus" o "Pate Unus", fratellastro di "Pate Rodim" (Raden Patah), sovrano di Demak. Durante le invasioni, Pati Unus riuscì a mobilizzare dei vascelli dalle città costiere giavanesi alla penisola malese. I porti giavanesi si rivoltarono contro i portoghesi per varie ragioni, prima di tutto l'opposizione all'insistenza del monopolio portoghese nel commercio di spezie. La prima invasione del 1513 consistette in circa 100 vascelli, ma la seconda, avvenuta nel 1521, ne conteneva un numero maggiore, ovvero 375 vascelli. Entrambe le invasioni, però, vennero respinte dai portoghesi con un'efficacia tale che la distruzione della flotta si rivelò devastante per i porti giavanesi, in quanto l'attività commerciale in quei porti si ridusse a uno stato letargico. La seconda campagna culminò addirittura con la morte del re, che fu ricordato come Pangeran Sabrang Lor, ossia il Principe che attraversò (il Mare di Giava) a nord (penisola malese).

#### Sultano Trenggana
Dopo la morte di Pati Unus, il trono fu conteso tra i suoi fratelli, Raden Kikin e Raden Trenggana. Secondo la tradizione, il principe Prawata, figlio del principe Trenggana, rubò il Keris Setan Kober, un potente kriss magico di Sunan Kudus, e lo usò per assassinare suo zio Raden Kikin al fiume. Da allora Raden Kikin poté riferirsi anche come Sekar Seda Lepen ("fiore che cadde dal fiume"), mentre Raden Trenggana si erse così come Sultano. Il suo regno, iniziato nel 1522 (e in quel momento fu incoronato da Sunan Gunungjati, uno dei Wali Songo), lo vide come il terzo e il più grande sovrano di Demak; come sovrano, egli conquistò la resistenza a base induista in Java centrale, e supervisionò la diffusione dell'influenza di Demak ad est e ad ovest.
In seguito alla scoperta dell'alleanza tra i portoghesi e i Sunda, egli ordinò l'invasione ai porti di Banten e Sunda Kelapa del regno di Sunda nel 1527 (Sunda Kelapa fu in seguito ribattezzata Jayakarta). Da questi territori creò il sultanato di Banten come stato di vassallo sotto Hasanudin, figlio di Gunungjati.
Trenggana diffuse l'influenza di Demak verso est, e durante la sua seconda campagna, conquistò l'ultimo stato indù-buddista giavanese, i resti di Majapahit. Majapahit era in declino dal tardo XV secolo e si trovava in uno stato avanzato di collasso al tempo della conquista di Demak. Non fu certo la vera dinastia dei Rajasa di Majapahit, sconfitta dal sultano Trenggana, poiché fu fondata da Girindrawardhana su Kediri, dopo aver sconfitto Kertabumi e aver raso al suolo Trowulan. I cimeli di Majapahit furono però portati a Demak e adottati come icone reali del sultanato, con la conseguenza che l'eredità del regno riuscì a sopravvivere anche nel sultanato di Demak. Trenggana riuscì a sottomettere altri importanti porti ed estese l'influenza del suo regno in alcune aree interne orientali di Giava che all'epoca si pensava non fossero islamizzate. Sebbene le prove siano limitate, è noto che le conquiste di Demak coprirono gran parte di Java: Tuban, un vecchio porto di Majapahit menzionato nelle fonti cinesi dall'XI secolo, fu conquistato nel 1527 circa.
Trenggana nominò sua figlia, Ratna Kencana (popolarmente conosciuta come Ratu Kalinyamat), e suo marito, il sultano Hadlirin, come sovrani di Kalinyamat e Jepara. Inoltre nominò Jaka Tingkir come il duca di Pajang e gli diede sua figlia in sposa. La sua campagna (e il suo regno) terminò quando fu ucciso a Panarukan, a est di Giava nel 1548.

#### Sunan Mukmin
La morte del forte e abile Trenggana scatenò la guerra civile di successione tra il principe Mukmin, il figlio del re Sunan Mukmin, e il principe Arya Penangsang, il re di Djpang Vazal di Demak, figlio del compianto Sekar Seda Lepen (Raden Kikin). Mukmin (1546-1549), figlio di Trenggana, salì al trono come quarto monarca e nuovo sultano di Demak. Tuttavia, nel 1549, Arya Penangsang, duca di Jipang, con l'aiuto del suo insegnante, Sunan Kudus, si vendicò inviando un assassino per uccidere Prawata usando lo stesso kriss che uccise suo padre.

#### P. Arya Penangsang e declino
Ucciso Sunan Prawata, Arya Penangsang era libero di salire al trono di Demak. La sorella minore di Prawata, Ratu Kalinyamat, chiese giustizia a Sunan Kudus, maestro di Penangsang, ma questi rifiutò la sua richiesta in quanto Prawata aveva in precedenza assassinato il padre di Penangsang, Raden Kikin (Sekar Seda ing Lepen), rendendo così giustificata la vendetta di Penangsang. Delusa, Ratu Kalinyamat tornò a casa con suo marito, il sultano Hadlirin, da Kudus a Kalinyamat, ma vennero attaccati dagli uomini di Penangsang sulla loro strada. Hadlirin morì nell'attacco, mentre Ratu Kalinyamat sopravvisse a malapena. Ratu Kalinyamat cercò vendetta su Penangsang, dal momento che questi aveva ora fatto uccidere anche suo marito, il sultano Hadlirin. Esortò così suo cognato, Hadiwijaya (popolarmente noto come Jaka Tingkir), duca di Jipang (Boyolali), ad uccidere Arya Penangsang.
Quest'ultimo, tra l'altro, affrontò ben presto una pesante opposizione dai suoi vassalli a causa del suo carattere improbabile, e fu in seguito detronizzato da una coalizione di vassalli guidati da Hadiwijaya, duca di Boyolali, che aveva una parentela con il re Trenggana. Nel 1568, Hadiwijaya inviò il suo figlio adottivo e anche suo cognato Sutawijaya, che in seguito sarebbe diventato il primo sovrano della dinastia Mataram, ad uccidere Penangsang. Riuscito tale compito, Hadiwijaya assunse il ruolo di re, ma trasferì tutti i cimeli e manufatti sacri dei Demak a Pajang, quindi concluse la storia di Demak fondando un regno tutto suo: il breve regno di Pajang.

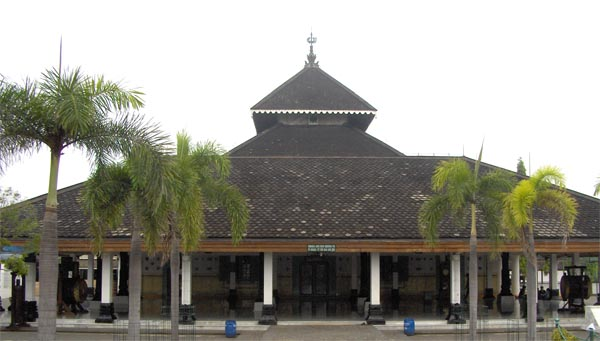
La Grande Moschea di Demak, costruita nell'architettura tradizionale giavanese.

## Leggende giavanesi di Demak
Le successive cronache giavanesi forniscono vari resoconti della conquista, ma tutti descrivono Demak come il legittimo successore diretto di Majapahit, sebbene non menzionino la possibilità che al momento della sua conquista finale, Majapahit non sia più sovrano. Il primo "Sultano" di Demak, Raden Patah, è ritratto come il figlio dell'ultimo re di Majapahit avuto da una principessa cinese che fu esiliata dalla corte prima della nascita di Patah.
Le cronache collocano convenzionalmente la caduta di Majapahit alla fine del quattordicesimo calendario giavanese (1400 Saka o 1478 d.C.), un tempo in cui si pensava che si verificassero cambiamenti di dinastie o corti. Sebbene queste leggende spieghino poco degli eventi reali, esse illustrano che la continuità dinastica è sopravvissuta all'islamizzazione di Java, o al tentativo di Demak di mantenere il loro dominio su Java rivendicando il legame con la dinastia Majapahit come fonte di legittimazione politica.

## Economia

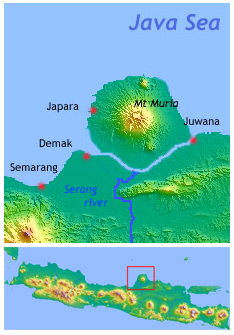
Demak e i porti vicini, con le coste approssimate ai tempi in cui Muria e Java erano ancora separati.

Gli introiti del sultanato derivavano dal commercio: importavano infatti spezie da Malacca e dalle Molucche (le Isole delle Spezie) e vi esportavano riso. Stando a Tomé Pires, Demak era più popolata di qualsiasi altro porto a Sunda o Java, ed era un porto connesso a quei luoghi in quanto si trovava alla fine di un canale che separava Giava e l'isola di Muria (ora un monte collegato a Giava in quanto il canale è stato riempito). Dal XV al XVIII secolo, il canale era grande abbastanza perché le navi vi viaggiassero per le Isole delle Spezie. Nel canale si trovava anche il fiume Serang, che consentiva l'accesso all'entroterra giavanese, dove si coltivava il riso; questa posizione strategica permetteva a Demak di imporsi come padrona della Giava centrale. La sua supremazia rafforzò anche la sua affermazione di discendere ad Raden Patah di Majapahit e i suoi legami matrimoniali con le città-stato vicine.